# Disparitions forcées au Liban
Les disparitions forcées au Liban ont eu lieu pendant la guerre du Liban (1975-1990) ; les disparus sont des personnes victimes d'enlèvements, d'emprisonnements, ou tuées dans des massacres. Les milices de tous bords opérant sur le territoire libanais ainsi que des acteurs étatiques, la Syrie et Israël, sont à l'origine de ces « disparitions ». Le nombre de disparus serait de 17 000 d'après le bilan officiel établi par l'État en 1990. Ils sont appelés en arabe mafqûdîn (disparus) ou makhtûfîn (kidnappés).
Les demandes des familles qui réclament la vérité sur leur sort se heurtent à la force d'inertie des chefs politiques compromis, pour nombre d'entre eux, dans les crimes perpétrés durant la guerre. Plus de trente ans après la fin de la guerre, les personnes toujours portées disparues sont soit détenues dans des prisons syriennes ou israéliennes, soit mortes. En 2018 est adoptée la « loi 105 sur les disparus » qui reconnaît le droit à l'information pour les familles et prévoit la création de commissions d'enquête ; en décembre 2022 les effets de la loi peinent encore à se concrétiser.
Les disparitions forcées habitent la mémoire collective libanaise et ont inspiré de nombreuses œuvres artistiques.

## Disparitions forcées pendant la guerre

### Nombre
L'estimation de 17 415 disparus est celle de l'État libanais au lendemain de la guerre ; elle se fonde sur les requêtes déposées par les familles auprès de la police. Toutefois le nombre réel est probablement inférieur parce que certains disparus ont fait l'objet de plusieurs requêtes, et en tout état de cause il a diminué depuis 1990 parce qu'une partie des kidnappés est revenue sans que leur famille ait pensé à annuler le signalement.
Selon des ONG, le nombre est, en 2020, de 5 000 à 8 000 disparus.

### Catégories
Les disparitions au Liban peuvent relever de plusieurs cas de figure :
- Des enlèvements par des miliciens, libanais ou palestiniens, ou par des services de renseignements ; la plupart des victimes qui ne sont jamais revenues sont probablement décédées[7]. Le but des enlèvements pouvait être un échange d'otages, ou le paiement d'une rançon[4] ; il y a eu également des cas de vengeance, et des exécutions sommaires[8]
- Des enlèvements suivis d'un emprisonnement en Syrie ; les victimes pourraient être demeurées en vie longtemps après la disparition[7],[8]
- Des enlèvements suivis d'un emprisonnement en Israël ; les victimes pourraient être demeurées en vie longtemps après la disparition[7],[8]
- Des morts pendant les massacres ou au combat ; les corps n'ont jamais été restitués aux familles et ont probablement été enfouis dans des fosses communes[4].

Un exemple célèbre relayé par la presse internationale est celui de centaines de Palestiniens toujours disparus (fin 2022) après avoir été raflés par l'armée israélienne lors du massacre de Sabra et Chatila quarante ans plus tôt,,. Un cas fortement médiatisé en France est celui des otages français, et notamment du sociologue Michel Seurat enlevé par le Jihad islamique au Liban en 1985, mort en captivité en 1986, et dont la dépouille ne sera restituée qu'en 2006.
Depuis 1990, des prisonniers ont été libérés des prisons syriennes en 2000 (à la mort de Hafez al-Assad) et surtout en 2005 (lors du retrait de l'armée d'occupation syrienne du Liban). Des échanges de prisonniers et de corps de combattants ont eu lieu entre le Hezbollah et Israël en 2000, 2004, 2008.

## Déni des autorités après la guerre

### Amnistie de 1991
Une loi d’amnistie est adoptée le 26 août 1991 ; elle soustrait les responsables des crimes commis durant la guerre à la justice pénale, crimes dont font partie les disparitions forcées. Cette loi d'amnistie a favorisé l'arrêt des combats, mais elle a permis à d'anciens chefs de milice de poursuivre dans la voie de la politique et de « régner » après le temps des massacres.  
L'arrivée au pouvoir des acteurs de la guerre a fait obstacle à l'instauration d'une commission vérité et réconciliation, un des instruments de la justice transitionnelle qui aide à la cicatrisation des blessures dans une société post-conflit.

### Loi de 1995
En 1995 est adoptée la « loi 434 » qui autorise les familles à déclarer le décès d'une personne disparue, dans les cas où la disparition date de plus de quatre ans, pour régler des questions juridiques telles que les successions.  Cette loi traduit le désengagement de l'État concernant les questions de mémoire et de réconciliation ; elle reconduit l'amnésie officielle associée à la loi de 1991.

### Enquêtes de 2000, 2001, 2005
En 1998 le président de la République Elias Hraoui affirme qu'il ne reste plus aucun Libanais  dans une prison syrienne ou israélienne ; en 2000 cependant, des dizaines de prisonniers politiques libanais sont libérés des geôles syriennes où ils étaient détenus depuis plusieurs années.
Sous la pression des familles de disparus, des commissions d'enquête sont instituées à titre provisoire en 2000, 2001 et 2005. L'enquête de 2000 conduit le gouvernement à reconnaître l'existence de fosses communes ; il ne tente pas d'en établir la liste exhaustive et déclare qu'il est impossible d'identifier les corps dans celles qui ont été mises au jour. L’ONG Act for Disappeared localise pour sa part 112 sites de charniers (en 2014),.

### Conséquences de cette inaction
La mauvaise volonté dont font preuve les responsables politiques en matière de recherche de la vérité produit des effets sur les familles des disparus et sur la société entière.
Pour les proches, les souffrances psychologiques liées à la perte d'un être cher sont aggravées dans le cas d'une disparition ; l'incertitude prolonge l'attente et fait obstacle au travail du deuil,.
Pour la société entière, l'occultation des crimes perpétue une forme de guerre souterraine, d'autant plus que les anciens criminels ont pris les rênes du pouvoir. Il est généralement admis qu'après un conflit, la réconciliation avec le passé et l'apaisement de la souffrance supposent une reconnaissance préalable des violations du droit commises durant la période antérieure.

## Mobilisation sociale contre l'occultation des disparus

### Consolidation de la paix
Les activistes de la société civile et du monde artistique mobilisés en faveur du droit à la vérité sur le sort des disparus mettent en avant, au-delà de l'objectif humanitaire, les enjeux citoyens que constituent la consolidation de la paix (peacebuilding), la justice transitionnelle, et la transformation démocratique du Liban.
La paix obtenue en 1990 demeure inachevée, comme le montrent de nombreux épisodes de violence depuis cette date. La seule initiative témoignant d'une reconnaissance des victimes civiles de la guerre est le versement, dès 1993, de compensations financières aux populations déplacées. Les personnes qui œuvrent pour les disparus soulignent la fragilité d'une paix obtenue en échange d'un renoncement à l'exigence de justice ; elles présentent leur action comme «une démarche citoyenne et préventive». Leur objectif est de renforcer la cohésion sociale, restaurer la confiance des Libanais dans l'État.

### Organisations de familles de disparus
Les familles des disparus de la guerre forment un mouvement de la société civile non confessionnel et non partisan. Avançant d'abord en ordre dispersé, elles se sont organisées après 2007, date de la mise en place d'un Tribunal spécial des Nations Unies pour le Liban, en  judiciarisant leur combat, en se réclamant des principes de la justice transitionnelle, et en sollicitant l'aide d'ONG de défense des droits de l’homme comme International Center for Transitional Justice, Human Rights Watch ou la Croix-Rouge. Une de leurs principales demandes est l'ouverture des fosses communes. Les organisations les plus connues sont le Comité des familles de disparus au Liban fondé par Wadad Halwani en 1982, le Support of Lebanese in Detention and Exile (SOLIDE) centré sur les disparus en Syrie, créé en 1989, et SOLIDA (Soutien aux Libanais détenus arbitrairement) actif depuis 1996, devenu le Centre Libanais des Droits Humains. 
Les femmes jouent un grand rôle dans cette activité militante,, ; elles organisent régulièrement des sit-in dans le centre-ville de Beyrouth ; la figure la plus emblématique est Wadad Halwani, dont le mari a été enlevé sous ses yeux en 1982, et qui se bat depuis plus de 40 ans pour connaître la vérité au sujet de cette disparition,,.
Le Comité des familles des disparus et d'autres organisations, donnant à leur action une portée plus large que celle de la défense des disparus, demandent que la date du premier jour de la guerre du Liban, le 13 avril 1975, soit commémoré chaque année. Le credo associé au 13 avril est : « Qu'il soit rappelé pour qu'il ne se répète pas » (Tinzakkar lamâtin‘âd),.

### Travail du CICR
Depuis 2012, le Comité international de la Croix-Rouge travaille à une collecte de données concernant les disparus. Il a enquêté auprès de 3 000 familles pour établir les circonstances de la disparition, pris des renseignements sur la taille, la dentition etc. des personnes concernées. Il a recueilli des échantillons de salive des parents des disparus pour en extraire l'ADN et aider à l'identification des corps en prévision d'une ouverture des fosses communes. Ce travail vise à compenser l'inaction du gouvernement.

### Expositions
En 2006, le Comité libanais des familles de disparus commande à l'artiste Nada Sehnaoui une installation qu’elle intitule Waynoun ? (Où sont-ils ?) pour commémorer la date du début de la guerre, le 13 avril 1975 : 3000 noms et 400 photographies sont collés sur des ballons géants noirs ou blancs, et exposées dans une ruine de guerre, L'Œuf, devenu un lieu de mémoire dans le centre-ville de Beyrouth
En 2008,  deux installations, Missing (Disparus) et In a sea of oblivion (Dans une mer d’oubli) sont présentées dans L'Œuf par Umam Documentation & Research, puis dans plusieurs villes libanaises ; « Missing » expose 500 photos de disparus.
En 2012, une installation intitulée 17 000 est créée par l'artiste Reine Mahfouz ; une partie de l'œuvre montre des photos de bulldozers qui mettent au jour des fosses communes ; une autre est composée de vêtements, de chaussettes et d'affaires de disparus, traces de ces personnes qui demeurent par-delà leur absence. L'installation, exposée dans le bâtiment du Ministère du Tourisme, est soutenue par l'ONG Act for the Disappeared.

### Films
En 2000, Jean Chamoun met en scène dans Ombre de la ville une femme à la recherche de son mari disparu ; elle rejoint un groupe de femmes revendiquant leur droit de connaître la vérité au sujet de l'enlèvement de leurs proches ; l'histoire s'inspire de celle de Wadad Halwani, fondatrice du Comité des familles de disparus (Wadad Halwani apparaît dans le film comme une des figures du groupe). Le film représente une « guerre » qui ne dit pas son nom et se poursuit sous l'apparence de la paix. 
En 2003, Lamia Joreige, dont l'oncle fait partie des disparus, réalise un film documentaire intitulé Ici et peut-être ailleurs qui traite de la présence des disparus dans la mémoire collective. La réalisatrice se rend sur la ligne de démarcation à Beyrouth, théâtre de nombreux enlèvements, et  y interroge des Libanais sur les disparitions de proches qui les ont affectés. Le film déroule aussi une enquête menée à partir de la photographie d’un homme disparu en 1986 ; les quatre témoignages recueillis au sujet de l'enlèvement de cet homme, contradictoires, ne permettent pas d'établir une vérité historique. Lamia Joreige évoque le caractère fragmentaire des archives liées à la guerre, « la confusion dans laquelle sont plongés les survivants ». Elle construit une mémoire, puisqu'elle ne dispose des preuves qui permettent d'écrire une histoire. Elle consacre son œuvre aux disparitions non documentées qui semblent condamnées à l'oubli,.
En 2005, Joana Hadjithomas et Khalil Joreige réalisent un film de fiction intitulé A Perfect day où une femme et son fils se résolvent à déclarer le décès de son mari et père disparu depuis 10 ans, pour obtenir l'attestation qui dénoue une situation juridique complexe. L'œuvre est centrée sur la relation entre la mère et le fils et les séquelles psychologiques du deuil gelé.
En 2010, Bahi Hojeij met en scène dans un film de fiction, Que vienne la pluie, un homme disparu depuis 20 ans, affecté par les traumatismes qu'il a subis durant sa captivité, qui revient.et retrouve son épouse ainsi que ses enfants qui le connaissent à peine,.
En 2011, Dalia Khamissy donne la parole à plusieurs familles de disparus dans un documentaire-photos intitulé Open Eye : Lebanon 's Missing, une commande de la BBC,.
En 2016, Lokman Slim et Monika Borgmann réalisent un docu-fiction intitulé Palmyre consacré à des détenus politiques libanais en Syrie. Le film présente une alternance de scènes dans lesquelles les anciens détenus, rescapés de la prison de Palmyre, témoignent de leurs conditions d'incarcération, face à la caméra, et d'autres scènes dans lesquelles ils jouent leur propre rôle ainsi que celui de leurs geôliers, dans un décor reconstitué, afin de donner au public une idée de ce qu'ils ont vécu entre 1986 et 2000 dans cette prison. Les scènes de « performance collective » évitent de représenter les actes de violence les plus choquants, leur objectif étant plutôt de suggérer les effets psychiques et physiques de la terreur.
En 2016, le film de fiction Tombé du ciel de Wissam Charaf met en scène les retrouvailles entre deux frères, l'aîné disparu, qui passait pour mort, et le cadet ; le retour du disparu - probablement un milicien – semble comparable dans le film au « retour du refoulé » qu'une société a essayé d'écarter.
En 2018, Ghassan Halwani, fils du disparu Adnan Halwani et de Wadad Halwani, présidente du Comité des familles de disparus, réalise un documentaire intitulé Palimpseste, ascension de l’invisible (lauréat en 2018 du prix Ulysse du festival Cinemed de Montpellier) ; le film s'ouvre sur l'affirmation selon laquelle « un crime se déroule en deux actes. D’abord, l’acte de tuer. Ensuite, celui de se débarrasser des preuves. » ; l'œuvre évoque également les fosses communes à travers le Liban.

## Loi de 2018

### Droit à l'information
En 2018 la « loi 105 » sur les disparus dispose que « les familles ont le droit de connaître le sort de leurs proches disparus ou séquestrés de force » durant la guerre. Elle institue une commission d'enquête qui doit établir la liste de toutes les fosses communes disséminées à travers le pays et identifier les corps qui y sont enterrés à l'aide d'une banque de données ADN,,. À la différence des précédentes commissions d'enquête, celle-ci a « force de loi » ; elle dispose d'un mandat permanent, et non plus provisoire ; elle est constituée en majorité de personnalités de la société civile et non plus de militaires.
La loi de 2018  permet « pour la première fois, selon Le Monde diplomatique, que le récit sur la guerre échoie aux victimes, jusqu’ici confinées au silence et à l’invisibilité », et qu'il ne soit plus la propriété de ceux qui l'ont organisée.

### Limites
L’article 37 de la loi a suscité la controverse parce qu'il risque d'en empêcher l'application ; il dispose que « tout instigateur, perpétrateur ou complice de disparition forcée doit être puni d’une peine de prison assortie de travaux forcés de cinq à quinze ans ». Cette clause est de nature à provoquer un blocage de la situation dans un pays où les anciens criminels de guerre sont au pouvoir.
De plus les fosses communes sont situées pour nombre d'entre elles dans des zones dominées par  les anciennes milices qui pourraient faire obstruction à l'enquête.
Lokman Slim, directeur de UMAM, organisation « qui œuvre à l'édification d'une mémoire collective sur les années de guerre », analyse la loi comme un message envoyé par les autorités à la communauté internationale, et dont l'objectif est de  « s’acheter une respectabilité à peu de frais », sans perspective d'application concrète, étant donné que les chefs politiques sont personnellement compromis dans les affaires de disparitions forcées,.
En 2019 la commission d'enquête ne fonctionne toujours pas et en décembre 2022 elle est toujours entravée, notamment par le manque de moyens financiers.